# Geografia da Malásia
A Malásia é um país localizado no sudeste asiático e é basicamente dividida em duas grandes porções de terra, separadas pelo Mar do Sul da China. Uma faz fronteira ao norte com a Tailândia e ao sul com Singapura e a outra faz fronteira quase inteiramente com a Indonésia, fazendo fronteira com Brunei em um pequeno trecho.
O clima da Malásia é tropical superúmido e caracterizado, como muitos países do sudeste asiático, por monções, ventos tropicais que se alternam durante as estações do ano. O relevo malaio é formado de planícies e regiões montanhosas. Dois dos picos mais altos do sudeste asiático estão localizadas na Malásia. Magníficas cavernas e cachoeiras podem ser encontradas nas suas montanhas. A rede hidrográfica não é muito densa, não possuindo, assim, nenhum rio de grande importância.
Aproximadamente 4/5 da vegetação do país é caracterizado por florestas tropicais. A Malásia apresente um dos ecossistemas mais complexos e ricos do mundo: são 15,000 espécies de plantas e árvores, 600 espécies da pássaros e 210 espécies de mamíferos. O governo investiu uma grande quantia pra impedir a devastação das florestas do país.